# 防衛省

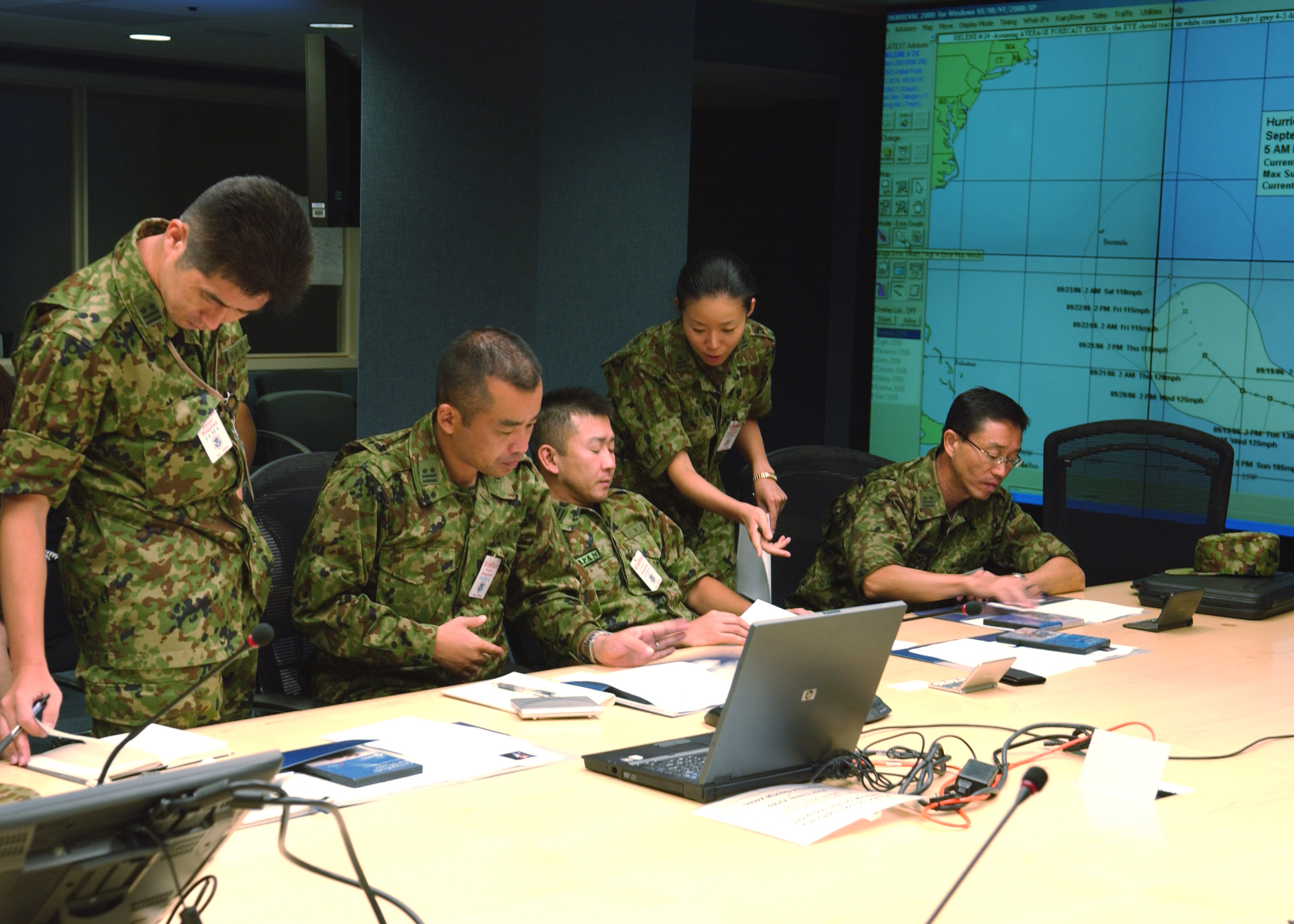
防衛省的作戰會議

防衛省（日语：／ Bōei shō */?）是日本政府部門之一，主要負責掌管自衛隊，地位等同其他國家的國防部。前身為防衛廳，歷史可追溯至1950年盟軍佔領時期的警察預備隊本部，經過多次改制後，於2007年1月9日升格為省。首長為防衛大臣，由首相任命。

## 沿革

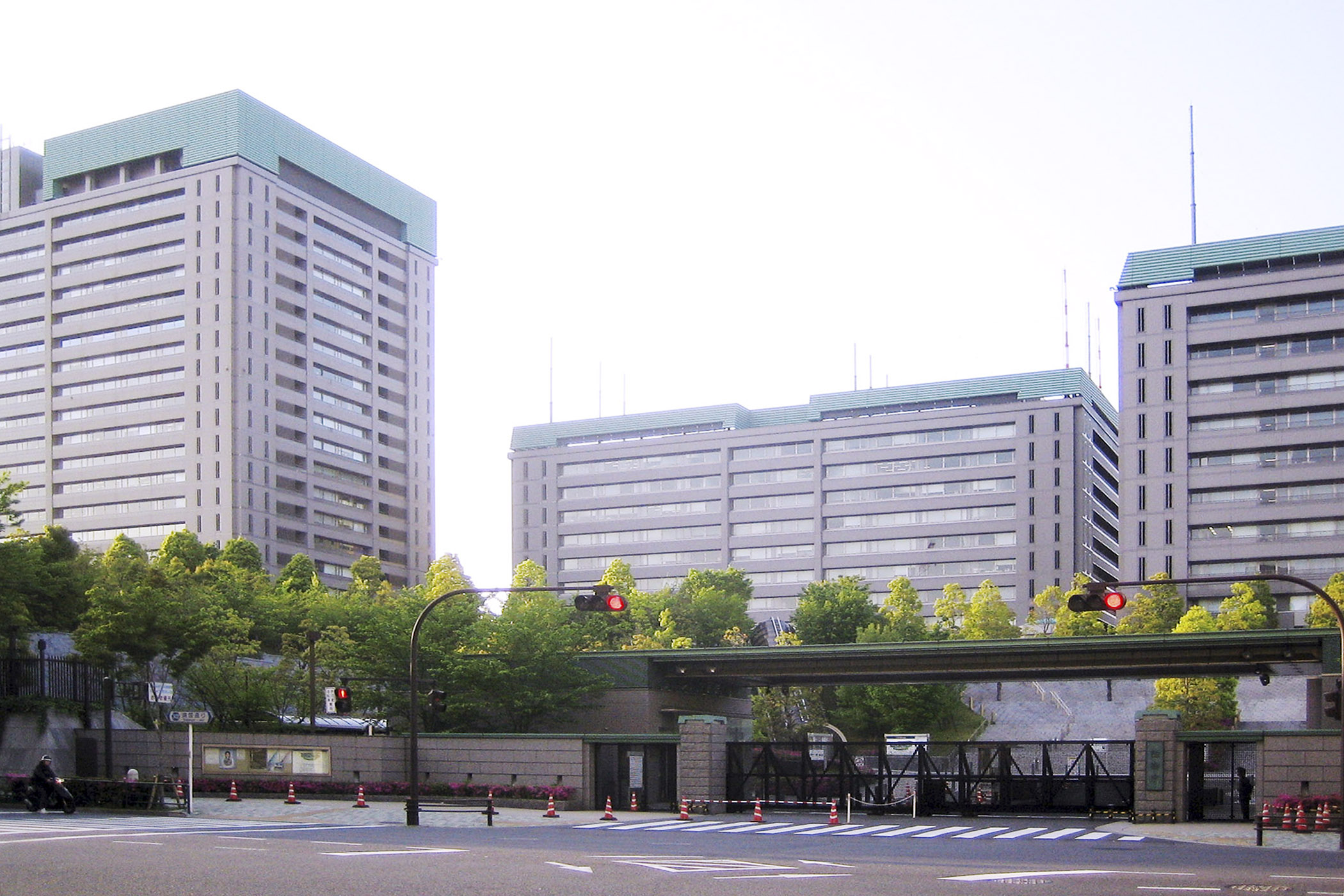
從正門眺望防衛省本部

防衛省的前身可溯及1950年因韓戰爆發而成立的警察預備隊本部，以及之後的保安廳、防衛廳。
防衛廳是是根據日本《內閣府設置法》第49條第3項以及《防衛廳設置法》第2條的內容而設置的機關，是日本內閣總理大臣管轄範圍之下設置的內閣府之外局（專門負責某項事務的行政機關）。2001年日本實施中央省廳再編時，將22個省廳合併為12個，原來的二級單位「廳」皆升格為省或合併為省，僅防衛廳絲毫未更動。
2006年11月30日，日本眾議院在執政自民黨、公明黨以及最大在野黨民主黨的聯合支持下，一致通過相關法案，將防衛廳升格為防衛省，成為中央一級機關。12月15日，日本參議院在自民黨、公明黨、民主黨、國民新黨的聯合支持下，又通過同一項議案，因此只要安倍內閣擇期即可正式升格。根據日本法律，防衛廳長官之名在升格為省後，即更名為防衛大臣。
但隨著《防衛廳設置法》的修改，防衛廳在2007年1月9日升格為防衛省，成為日本中央一級部門。防衛廳升格為防衛省後，總理大臣仍為自衛隊的最高指揮官。然而，防衛大臣將從此負責日本全國的國防事務，未來不需要再經過內閣，即可自行向國會兩院提出與國防相關的法案及預算案。另外，原本定義為「附屬任務」的國際緊急救援協助事務、參與聯合國維持和平行動以及根據《周邊事態法》的後勤支援等事項，亦將視為「正常任務」，不用再以個案的方式經國會兩院審議通過。於7月4日久间章生因发表“美国向日本投掷原子弹是无奈之举”的言论而辞职，由小池百合子接替新任防卫大臣，成为日本历史上首位负责防卫事务的女性内阁成员。

## 組織

### 官員
- 防衛大臣
- 防衛副大臣
- 防衛大臣政務官
- 防衛大臣補佐官
- 防衛事務次官

### 内部部局
- 大臣官房
  - 政策立案总括审议官
  - 卫生监
  - 设施监
  - 报道官
  - 公文书监理官
  - 网络安全・信息化审议官
  - 审议官（7人）
  - 美军再编调整官
  - 参事官（7人）
  - 秘书课
  - 文书课
  - 企画评价课
  - 广报课
  - 会计课
  - 监察课
  - 讼务管理官
- 防衛政策局
  - 次长（2人）
  - 防衛政策課
  - 日美防衛協力課
  - 国際政策課
  - 防衛計畫課
  - 調查課
  - 運用基盤課
  - 戰略企画参事官
  - 運用調整参事官
  - 運用調整参事官
  - 印度太平洋地域参事官
- 整备计划局
  - 设施计划課
  - 设施整备官
  - 提供设施计划官
  - 设施技术管理官
- 人事教育局
  - 人事計畫・補任課
  - 给与課
  - 人才育成課
  - 厚生課
  - 服務管理官
  - 衛生官
- 地方協力局
  - 次长（1人）
  - 总务课
  - 地域社会协力总括課
  - 东日本协力课
  - 西日本协力课
  - 冲绳协力课
  - 环境政策课
  - 驻日美军协力课
  - 勞務管理课

### 審議会等
- 自衛隊員倫理
- 防衛設施中央
- 俘虜資格認定等審查会
- 独立行政法人評價委員会
- 防衛人事審議会
- 防衛調撥審議会

### 機關設施
- 防衛大学校
- 防衛医科大学校
- 防衛研究所（日语：防衛研究所）

### 特殊機關
- 防衛会議
- 統合幕僚監部（相當於三軍總參謀部）
  - 統合幕僚学校
- 陸上幕僚監部（相當於陸軍參謀部）
  - 陸上自衛隊
- 海上幕僚監部（相當於海軍參謀部）
  - 海上自衛隊
- 航空幕僚監部（相當於空軍參謀部）
  - 航空自衛隊
- 情報本部
- 防衛監察本部
- 外國軍用品審判所

### 共同部隊（相當於三軍聯合部隊）
- 統合作戰司令部（相當於三軍聯合作戰指揮機構）
- 自衛隊指揮通信系統隊
- 自衛隊情報保全隊（日语：自衛隊情報保全隊）
- 自衛隊海上輸送群（日语：自衛隊海上輸送群）

### 地方支分部局
- 地方防衛局（旧防衛設施局）

### 外局
- 防衛裝備廳（由技術研究本部、裝備設施本部合併）

### 下屬獨立行政法人
- 駐留軍等勞動者勞務管理機構

### 下屬財團法人
- 財團法人 防衛設置周邊整備協會
- 財團法人 國防研究中心

## 外部連結
- （日語）（英文）防衛省 （页面存档备份，存于）